# آلاتمان
آلاتمان، روستایی است از توابع بخش مرکزی شهرستان قوچان در استان خراسان رضوی ایران.

## جمعیت
این روستا در دهستان دوغائی قرار داشته و بر اساس سرشماری سال ۱۳۸۵ جمعیت آن ۴۷ نفر (۱۳ خانوار)
بوده‌است.
اهالی اصیل این روستا پسوند التمان یا آلاتمان دارند.هرچند که بسیاری از تحصیل کرده‌های آنجا به شهرهای شمالی کشور و تهران مهاجرت کرده‌اند.